# Ligne aérienne Belgique-Congo

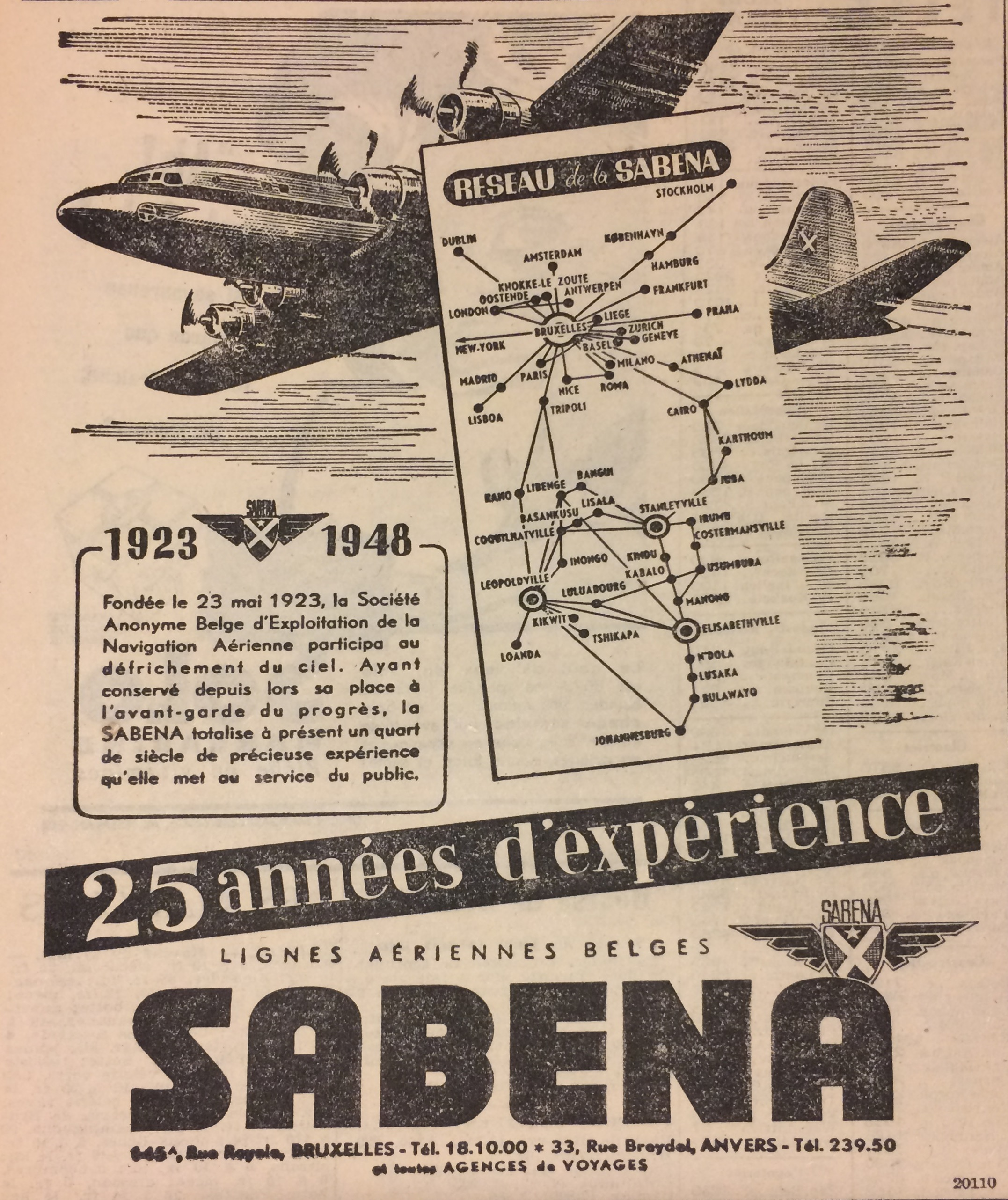
Publicité de la Sabena dans La Libre Belgique le 14 mai 1948, pour les 25 ans de la compagnie. Les différentes voies aériennes reliant Bruxelles à la colonie (Léopoldville et Stanleyville) sont indiquées sur cette carte promotionnelle.

La ligne aérienne Belgique-Congo (aussi dénommée liaison Belgique-Congo, ligne impériale Belgique-Congo; abrégée avec le sigle : LBC), désigne l'ensemble des voies aériennes reliant la Belgique au Congo belge et au Ruanda-Urundi et exploitées par des vols réguliers durant l'époque coloniale. Étroitement liée à la Sabena qui y détenait un monopole d'État, la ligne impériale Belgique-Congo est créée en 1935 et est exploitée jusqu'en 1960, année d'indépendance du Congo. Elle trouve cependant sa source dix ans avant son inauguration, en 1925, quand Edmond Thieffry rallie la colonie en plusieurs semaines.

## Histoire

### Origines et premières tentatives de liaison

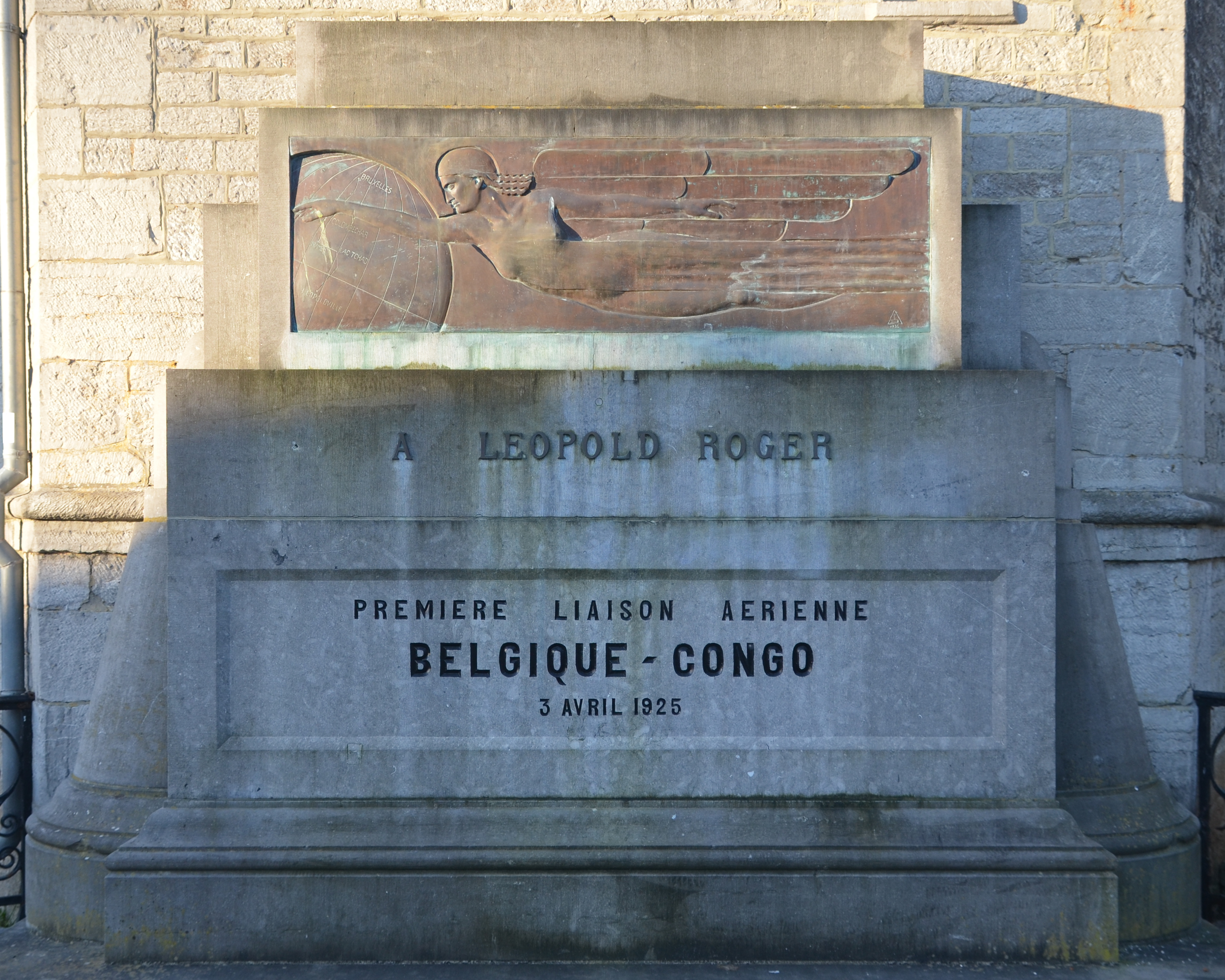
Monument en hommage à Léopold Roger à Mariembourg.

La ligne aérienne Belgique-Congo trouve son origine dans le raid mené par Thieffry et qui consiste à relier Bruxelles à Léopoldville en avion. Accompagné du pilote Léopold Roger et du mécanicien Joseph De Bruycker, il part de l'aérodrome de Haren le 12 février 1925 avec un Handley Page W8 immatriculé O-BAHO et baptisé Princesse Marie-José, avant d'atterrir à Léopoldville le 3 avril 1925, soit cinquante-et-un jours plus tard, le voyage ayant été retardé à cause de plusieurs incidents sur le trajet. Si le raid est un succès, Thieffry pense déjà à la nécessité de devoir réduire la durée du voyage. Ainsi, en février et juin 1928, et en février 1929, trois raids sont encore tentés, mais cette fois-ci, sans succès.
Cette première liaison aérienne historique, financée par le souverain belge Albert Ier lui-même mais faisant face à quelques réticences de la jeune Sabena à l'époque, est certes d'une symbolique importante, mais elle ne suit pas au niveau pratique. La technologie aérienne de l'époque n'est pas encore assez développée pour pouvoir ouvrir des lignes commerciales régulières entre la métropole et sa colonie. Il faudra donc attendre encore dix ans, soit 1935, pour que ce projet voie le jour.
Car entretemps ont encore lieu quelques autres tentatives et essais de liaison aérienne. Un an après la fructueuse mission de Thieffry, l'équipage militaire composé des lieutenants Medaets et Verhaegen et de l'adjudant-mécanicien Coppens, relie également la Belgique au Congo. Ce voyage dure du 9 mai 1926 au 21 mai 1926 et voit l'avion Reine Élisabeth emprunter l'itinéraire Bruxelles - Belgrade - Athènes - Le Caire - Atbara - Mongalla - Lisala, en passant donc par l'Égypte et le Soudan anglo-égyptien.
Pendant les quatre années qui suivent, d'autres tentatives sont lancées, mais sans succès. Il faut en effet attendre 1930 pour qu'une troisième liaison soit réalisée par les capitaines Vanderlinden et Fabry. Les deux aviateurs reprennent l'itinéraire de Thieffry cinq ans auparavant, survolant donc le Tanezrouft.
En 1932, une quatrième liaison est effectuée, mais dans le sens Congo-Belgique. Un avocat, du nom de Jamar, seul à bord d'un avion de tourisme, relia Élisabethville à Bruxelles par petites étapes, au départ de Brokenhill, Nairobi, la vallée du Nil, l'Asie mineure, la Turquie et l'Europe centrale.
En 1933, un exploit touristique semblable à celui de Jamar est réédité par deux autres Belges, M. et Mme Gillieaux, qui gagnent Bangassou, leur résidence congolaise, par la France, l'Espagne, l'Algérie, la Tunisie, l'Égypte, le Soudan anglo-égyptien et le Kivu.
Une sixième liaison est réalisée par un autre "ménage volant" en 1934. M. et Mme Guy Hansez, originaires d'Anvers, suivent l'itinéraire suivant avec un avion de tourisme : Anvers - Toulouse - Alicante - Oran - Colomb-Béchar - Reggane - Gao - Niamey - Douala - Libreville - Boma. Cette même année, les Gillieaux reviennent en Belgique par le Tchad et le Sahara avec un passager en plus. De plus, le comte Arnold de Looz-Corswarem réalise un exploit remarquable et téméraire en reconnaissant un itinéraire passant par Rome - Palerme - Tunis - Tripoli - Mourzouq - Fort-Lamy - Bangui - Coquilhatville, soit un voyage passant au-dessus du désert libyen, zone redoutée à l'époque.
La dernière liaison Belgique-Congo, avant la mise en place d'une ligne régulière, a lieu en décembre 1934. Il s'agit d'un raid de 7 500 km entrepris par Ken Waller et Teddy Franchomme avec l'appareil Reine Astrid, réalisé en 22 heures et 40 minutes de vol effectif (52 heures en comptant les escales). Leur itinéraire, reliant Bruxelles et Léopoldville, passait par le Sahara, la Nigérie et le Gabon. Le retour est réalisé en moins de temps encore : 21 heures 35 minutes de vol effectif.

### Premières années d'exploitation (1935-1939)

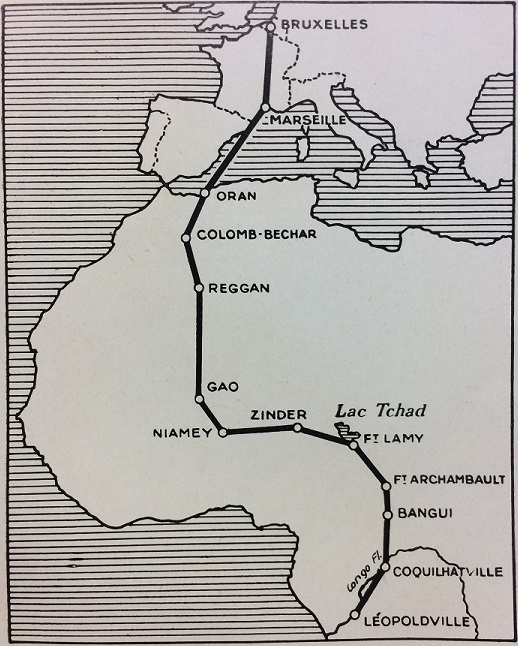
Itinéraire du Léopold Roger lors du voyage Belgique-Congo de mars 1935.

En février 1935, un Fokker F.VII baptisé Edmond Thieffry, du nom du pilote qui relia dix ans auparavant la Belgique au Congo en avion lors d'un voyage de deux mois, atterrit à Léopoldville dans ce qui est la première liaison aérienne belge régulière en provenance de Bruxelles. Un « événement de la vie congolaise », écrit Jacques Vanderlinden. Il y a alors quatre personnes à bord, dont le directeur général de la Sabena Tony Orta, seul passager de l'avion, avec l'équipage composé du pilote Prosper Coquyt, du copilote Jean Schoonbroodt et du mécanicien Ferdinand Maupertuis. Cette fois-ci, le voyage n'aura duré qu'une semaine : du 23 au 28 février 1935.
Quelques jours plus tard, le 8 mars 1935, décolle de l'aérodrome de Haren à Bruxelles le Fokker baptisé Léopold Roger en direction de Léopoldville. Ce vol est l'occasion de transporter les deux premiers voyageurs réguliers de la ligne : Albert Bouckaert, du journal Le Soir, a eu ce privilège avec son confrère René Weverbergh du Vingtième Siècle. La liaison, qui se termine le 13 mars 1935 par un atterrissage à l'aérodrome de Ndolo, est donc effectuée en six jours par une équipe composée du pilote Van Acker, du copilote Closset et du mécanicien-radiotélégraphiste Bergmans.
Cette nouvelle liaison aérienne ne concerne, cependant, que l'Ouest de la colonie. Les territoires orientaux, comme le Kivu et l'Ituri, ne profitent pas encore d'une liaison aérienne avec Léopoldville et de là, l'Europe. La Sabena repousse en effet ce projet à plusieurs reprises.

### Seconde Guerre mondiale (1939-1945)
En septembre 1939, avec la "drôle de guerre" qui débute la Seconde Guerre mondiale, les activités de la Sabena sont perturbées et la ligne Belgique-Congo est alors interrompue, avant de reprendre ses activités quelque temps plus tard mais seulement à partir de Marseille, dans un souci de maintenir à tout prix un lien avec la colonie.
La guerre empêche donc les liaisons régulières belgo-congolaises, mais la Sabena veut les reprendre dès la fin des hostilités. Ainsi, dès le 13 septembre 1944, une ligne est établie entre l'Angleterre et le Congo avec des appareils Lockheed L-18 Lodestar. Il faut attendre le 10 juillet 1945 pour voir atterrir à l'aérodrome de Haren le premier avion de la Sabena venant du Congo, le Lodestar immatriculé OO-CAV. C'est ce type d'appareil qui assure d'abord les lignes régulières rétablies entre la Belgique et le Congo, avant d'être appuyé par des Douglas DC-3 dès le 7 janvier 1946.

### Vers l'indépendance du Congo (1945-1960)

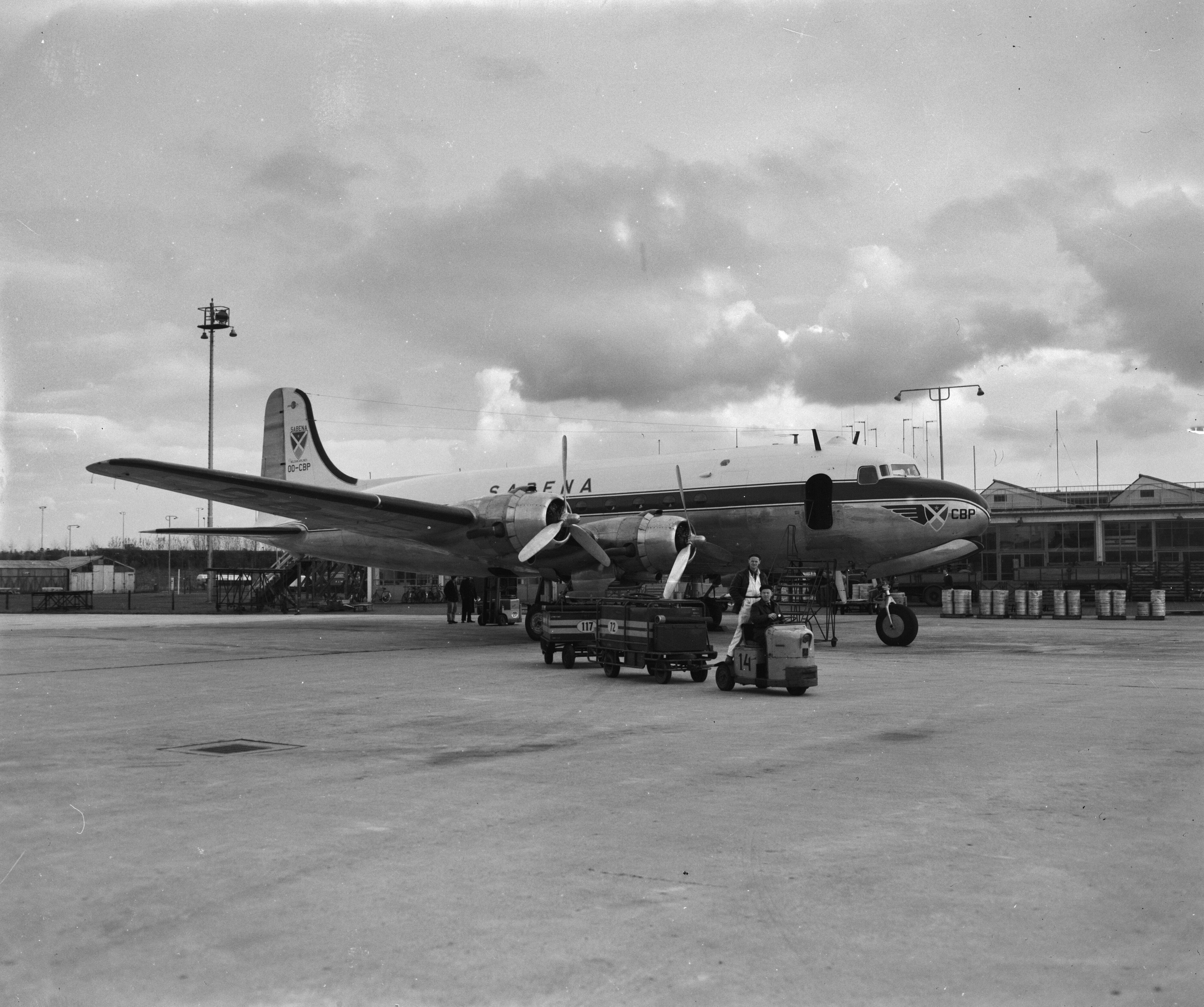
Un Douglas DC-4 de la Sabena (ici le OO-CBP à Schiphol en 1954).

Après la guerre, la Sabena souhaite développer le tourisme en Afrique centrale. Cela se fait par la création de guest-houses dans les villes de Léopoldville, Stanleyville, Élisabethville et Libenge (les quatre villes desservies par la LBC au Congo), de façon à pallier l'insuffisance des ressources hôtelières de la colonie. Ces nouvelles infrastructures s'allient à une modernisation de la flotte destinée à la ligne Belgique-Congo. Dès 1944, la compagnie commande des Douglas DC-4 à la Douglas Aircraft Company. Ceux-ci peuvent transporter 44 passagers et 7 membres d'équipage sur un rayon d'action de 6 000 km, alors que les DC-3 « n’ont qu’une faible capacité de transport et un rayon d’action réduit, ce qui augmente le temps des trajets. Ils ne pouvaient pas faire face aux besoins de la relève des coloniaux », selon Gérard Cassiman.
Le premier DC-4 qui inaugure la liaison rapide entre Bruxelles et Léopoldville est l'appareil immatriculé OO-CBD. C'est le 24 février 1946 qu'il effectue en seulement 25 heures, dont 21 heures de vol effectif, ce vol dont fait partie Gilbert Périer, administrateur-délégué de la Sabena. Ils sont accueillis à Léopoldville par Tony Orta et Pierre Ryckmans, gouverneur général du Congo belge.
La même année, les DC-4 remplacent au fur et à mesure les Lodestar et les DC-3, jusqu'à ce que le 20 mai 1946, la ligne soit exclusivement opérée avec des DC-4, à raison de trois services hebdomadaires, avec des escales à Alger et à Lagos. Dès le 1er juin 1946, la fréquence passe à quatre services aller-retour par semaine, avec des escales à Tripoli et à Kano, au Nigeria.
La Sabena ouvre une nouvelle liaison entre Bruxelles et Stanleyville, dans le centre de la colonie, le 18 juin 1947. Cette liaison se fait via Le Caire et la vallée du Nil. La compagnie en profite alors pour augmenter la fréquence des vols vers le Congo à six par semaine, avec une nouvelle escale à Tunis. De cette manière, Léopoldville, Élisabethville (sud-est de la colonie) et Stanleyville.
En 1948, les Douglas DC-6 font leur apparition sur la ligne Belgique-Congo, aux côtés des nombreux DC-4 déjà présents. Mais ces derniers seront bientôt déchargés de leurs missions intercontinentales et exclusivement affrétés sur le réseau intérieur de la colonie, alors qu'en 1953, les DC-6 B entrent également en service. Le transfert des DC-4 commence le 5 avril 1954 avec l'appareil OO-CBD pour se terminer le 22 janvier 1957 avec l'appareil OO-CBR. Mais c'est depuis avril 1954 que les DC-4 ne faisaient déjà plus de vols réguliers entre la métropole et sa colonie.
En 1960, l'indépendance du Congo ampute la Sabena d'une partie non négligeable de ses revenus, l'exploitation des voies aériennes entre l'Europe et l'Afrique et au Congo-même étaient sa poule aux œufs d'or. Ainsi, les résultats nets de la compagnie se traduisent par des pertes à la fin des années 1950 et début des années 1960 qui s'élèvent jusqu'à plus de 50 millions d'euros, tendance qui ne fera que s'accentuer et s'aggraver dans les années 1970 et au début des années 1980, la Sabena devenant une compagnie totalement déficitaire pour cette période-là.

## Voies aériennes composant la LBC

Carte du réseau aérien du Congo belge datant de 1956. Les voies aériennes composant la LBC et les villes desservies par cette dernière sont en rouge.

Il existait plusieurs voies aériennes différentes qui reliaient la Belgique au Congo belge, chacune ayant un itinéraire et un terminus différents. Ce sont toutes ces voies aériennes qui composent ensemble ce qu'on appelait la Ligne Belgique-Congo. Sur la carte de 1956 du réseau congolais ci-contre, les voies aériennes de la LBC sont indiquées en rouge.
Quatre villes de la colonie sont desservies par la LBC. La première en termes d'importance de trafic est la capitale Léopoldville. Depuis cette dernière, il y avait cinq voies différentes pour rejoindre Bruxelles. Quatre d'entre elles ont un itinéraire partant vers l'escale de Kano (Nigeria), au Nigéria anglais, avant de rallier la capitale belge soit par Lisbonne au Portugal, par Genève en Suisse, par Rome en Italie ou par Tripoli en Libye. La cinquième voie a un itinéraire passant par le poste de Libenge, dans le Nord-Ouest de la colonie, avant de rallier Bruxelles via Tripoli. À partir de Léopoldville, la LBC continue en offrant une liaison jusqu'à Johannesbourg en Afrique du Sud.
La deuxième ville par ordre d'importance du trafic aérien est Stanleyville. De même, cinq itinéraires différents desservent cette ville. Le premier passe par Libenge, avant de rejoindre Bruxelles via Tripoli. Les quatre autres relient des villes plus orientales dans le monde que celles qui composent les itinéraires rejoignant Léopoldville (Stanleyville étant plus à l'Est que la capitale coloniale). Le premier itinéraire rejoint Tripoli et Bruxelles; le deuxième rejoint Bruxelles via Le Caire en Égypte, Athènes en Grèce et Rome; le troisième rejoint Bruxelles via Khartoum au Soudan, Beyrouth au Liban et Francfort en Allemagne; le quatrième rejoint Bruxelles via Le Caire.
La troisième ville desservie par la LBC et faisant office de terminus pour celle-ci est Élisabethville dans la province du Katanga, dans le Sud-Est de la colonie. Elle n'est accessible que via Stanleyville (si on s'en tient aux voies aériennes de la LBC).
Enfin, la dernière ville en termes d'importance du trafic aérien est Libenge, qui fait cependant plutôt office d'escale obligatoire pour l'itinéraire venant de Bruxelles et Tripoli. À partir de Libenge, la LBC se détourne soit vers Léopoldville d'un côté, soit vers Stanleyville de l'autre.
Toutes ces voies aériennes de la LBC font partie du réseau exclusif de la Sabena, la compagnie exerçant un monopole sur ces itinéraires entre la Belgique et le Congo belge (et jusqu'à Johannesbourg pour la voie continuant depuis Léopoldville).

## Monopole de la Sabena
Dès le départ, la Sabena obtient un monopole sur la ligne aérienne Belgique-Congo. Dans une convention-cahier des charges du Ministère des Communications parue en 1950 au Moniteur belge, ce principe est réaffirmé de cette manière : « (...) l'exploitation du réseau des lignes aériennes régulières [est concédée] exclusivement à la Sabena, entre la Belgique, d'une part, et le Congo belge et le Ruanda-Urundi, d'autre part (...) ». Cette situation permet à la compagnie d'assurer des « services aériens réguliers de transport des personnes, des objets postaux et des marchandises » sur cette ligne dans un schéma qui répond aux différents besoins du trafic, des techniques, des moyens financiers et des infrastructures.
Cette situation de monopole accordé par l'État belge amène son lot de droits, mais aussi de devoirs pour la compagnie aérienne.

### Droits
Cette ligne Belgique-Congo échappait aux règles tarifaires de l'Association internationale du transport aérien et représentait donc, avec le réseau colonial intérieur, l'activité la plus lucrative de la compagnie belge, comme déjà expliqué au point précédent. Mais la convention-cahier des charges de 1950 fixe quand même des plafonds sur les tarifs applicables au transport des personnes, des bagages, des marchandises et des objets postaux. Là aussi, seule une décision des Ministères des Communications et des Colonies permet une modification de ces données.
Certains autres aménagements accordent des droits non négligeables à la compagnie. Par exemple, elle est autorisée à transporter son propre courrier de service sans devoir faire appel aux Postes belge et congolaise.

### Devoirs
Cependant, la Sabena doit respecter des règles précises pour exploiter cette ligne. Elles sont fixées par le Ministère des Communications et ce dernier, avec le Ministère des Colonies, doit donner son approbation pour leur modification, qu'il s'agisse des itinéraires, du programme de fréquence et de capacité. Ces domaines présentent un caractère permanent. Mais dans des cas d'urgence technique ou commerciale, la compagnie peut procéder à quelques modifications dans l'affrètement d'appareils, dans les itinéraires ou les fréquences, tant que cela est justifié par des besoins immédiats du trafic. L'État et la Colonie doivent quand même être avertis de ces dispositions.

## Accidents
La ligne Belgique-Congo n'a pas été épargnée par les accidents aériens :
- 13 mai 1948 : le Douglas DC-4 immatriculé OO-CBE et piloté par Gérard Greindl est pris dans une violente tornade et s'écrase dans la forêt équatoriale au sud de Libenge, dans le Nord du Congo belge, alors qu'il reliait Léopoldville à Bruxelles. Il n'y a qu'un seul survivant sur les 32 personnes présentes à bord[21].

## Appareils
Entre 1944 et 1946, les appareils suivants opèrent sur la ligne Belgique-Congo :
- Lockheed L-18 Lodestar
- Douglas DC-3

À partir de 1946 et jusqu'en 1954, la Sabena affrète ces appareils pour remplacer les précédents :
- Douglas DC-4

Dès 1948 :
- Douglas DC-6

Dès 1953 : 
- Douglas DC-6 B.

À la fin des années 1950, les appareils suivants sont affrétés sur la ligne Belgique-Congo :
- Douglas DC-6 : Super DC-6 et DC-6 A.
- Douglas DC-7 : DC-7 C (depuis le 1er janvier 1957).

#### Sources éditées
- État belge, « Convention-cahier des charges relative à l'exploitation de la liaison aérienne Belgique-Congo », Moniteur belge, no 41,‎ 1950, p. 854-858 (lire en ligne).

#### Instruments de travail
- Fernand Dellicour, « Thieffry (Edmond) », Biographie coloniale belge, t. 2,‎ 1951, p. 904-908.
- Gilbert Périer, « Carte du réseau aérien », Atlas général du Congo,‎ 1956.
- Gilbert Périer, « La navigation aérienne au Congo belge et au Ruanda-Urundi », Encyclopédie du Congo belge, Bruxelles, Bieleveld, t. III,‎ 1953.

#### Ouvrages
- Albert Bouckaert, Belgique-Congo en avion, Bruxelles, La Renaissance du Livre, 1935.
- Albert Bouckaert, 100.000 kilomètres de ciel (1928-1950). Des Lapons au Cap de Bonne-Espérance en passant par Hollywood et les Montagnes Rocheuses, Bruxelles, La Renaissance du Livre, 1952.
- Christian Deglas, Rampen in België, Tielt, Lannoo, 2005.
- Frédéric Dobruszkes, Libéralisation et desserte des territoires : Le cas du transport aérien européen, Bruxelles, Peter Lang, 2008.
- Vital Ferry, Ciels impériaux africains, 1911-1940 : Les pionniers belges et français, Chartres, Gerfaut, 2005.
- André Huybrechts, Transports et structures de développement au Congo : étude du progrès économique de 1900 à 1970, Paris, Mouton, 1970.
- Inforcongo, Congo belge et Ruanda-Urundi. Guide du voyageur, Bruxelles, Office de l'Information et des Relations Publiques pour le Congo belge et le Ruanda-Urundi, IIIe Direction "Tourisme", 1958, 4e éd.
- Jacques Vanderlinden, Pierre Ryckmans 1891-1959 : coloniser dans l'honneur, Bruxelles, De Boeck Université, 1994.
- Guy Vanthemsche, La Sabena. L'aviation commerciale belge, 1923-2001 : Des origines au crash, Bruxelles, De Boeck, coll. « Pol-His : Politique et Histoire », 2002 (lire en ligne).
- Guy Vanthemsche, Nouvelle histoire de Belgique, vol. 4. La Belgique et le Congo : empreintes d'une colonie (1885-1980), Bruxelles, Complexe, coll. « Questions à l'Histoire », 2006.

#### Articles
- Marcel Chartier, « Transports aériens en Belgique », Annales de géographie, no 318,‎ 1951, p. 74-75 (lire en ligne).
- Gérard Cassiman, « Les avions quadrimoteurs Douglas DC-4/C-54 "Skymaster" exploités entre la Belgique et le Zaïre », Kisugulu, no 34,‎ décembre 1990, p. 17-18.